# Chrysolaena flexuosa
Chrysolaena flexuosa là một loài thực vật có hoa trong họ Cúc. Loài này được (Sims) H.Rob. mô tả khoa học đầu tiên năm 1988.